# رداع

تعديل مصدري - تعديل

رداع هي إحدى مدن الجمهورية اليمنية. بلدة عامرة ومشهورة تقع في الشرق الجنوبي من العاصمة صنعاء على بعد (150 كيلو متر) وترتفع عن مستوى سطح البحر بحوالي (2100 متر)، تتبع جغرافيا لمحافظة البيضاء. وإداريًا لمديرية رداع. يبلغ تعداد سكانها 57215 نسمة حسب الإحصاء الذي جرى عام 2004.
وهي من المدن اليمنية القديمة ورد ذكرها في نقش النصر الموسوم بـ (RES.3945) الذي دونه الملك السبئي «كرب إل وتر» مكرب سبأ في (القرن السابع قبل الميلاد). ويقال أن الملك الحميري «شمر يهرعش» سكن مدينة رداع، وهو من أشهر ملوك الدولة الحميرية وهذا دليل على قدم مدينة رداع، كما يصفها بعض الكتاب بأنها بلدة طيبة الهواء كثيرة البر والأعناب والفواكه، ويحدها من الشمال بلاد عنس ومن الشرق بلاد مراد ومن الجنوب بلاد البيضاء وبلاد يافع ومن الغرب بلاد يريم وبلاد عمار. وأراضي رداع تسقى من غيل الدولة وغيل المجري، ومياهها تسيل إلى جهتين وهي الأودية الغربية التي تصب في وادي بناء ويريم ثم تنفذ إلى أبين فتصب في البحر والأخرى من رداع وثاه والعرش والسوادية وردمان تسيل مياها في وادي أدنه وتصب في مأرب.

## تاريخ جغرافي
كانت رداع منطقة كبيرة في العهد الإسلامي والعثماني وتضم عدة مخاليف:
| - مخلاف بني عامر (في مديرية صباح) - مخلاف الرياشية (مديرية الرياشية) - مخلاف العرش (مديرية العرش) | - مخلاف قيفة (مديرية ولد ربيع) - مخلاف ردمان - مخلاف الحبيشية (حالياً مديرية دمت بمحافظة الضالع) |

كان «قضاء رداع» يشكل نصف مساحة محافظة البيضاء،  وفي سنة 1357 سلخ الإمام يحيى حميد الدين من قضاء رداع «مخلاف الحبيشية» وجعلهما ناحية مركزها دمت بعد أن أضيف إليهما عزلتا أزال والبكرة من مخلاف عمار، وعزلة منقير وعزلة كنه من مخلاف العود، وأضافها إلى «لواء إب (حالياً محافظة إب)»
وفي عهد الإمام أحمد جعل من البيضاء مركز لواء بعد أن ضم إليها «قضاء رداع» بناحيتيه (جبن - السوادية).
وفي العهد الجمهوري أصبحت كل تلك المخاليف في مديرية واحدة باسم "مديرية رداع"، وبعد قيام الوحدة اليمنية وبقرار جمهوري في 1998 أصبحت رداع إحدى مديريات محافظة البيضاء الإحدى عشر، ولاحقاً قسمت مديرية رداع إلى سبع مديريات كالتالي:
| - مديرية رداع - مديرية القريشية - مديرية الشرية - مديرية ولد ربيع | - مديرية العرش - مديرية صباح - مديرية الرياشية |

## الجبال
ومن أشهر جبال رداع:
- جبل براش: وهو في جنوب مدينة رداع وبه خرابة وحصون قديمة.
- جبل صباح: يقع إلى الغرب من مدينة رداع وهو أيضاً به مأثر أثرية قديمة.
- جبل احرم:

وكان توجد لمدينة رداع سور يحوي على أربعة أبواب تاريخية لم يبق منها اليوم غير بوابتين فقط، باب مقله ويقع في الجنوب والذي ما يزال يحافظ على بداية سور المدينة والبوابة الشمالية الغربية، باب المحجري، وهي تشكل اليوم بناءً منفرداً يتوسط الطريق العام، وقد هدمت البوابة الشرقية، وهي باب السوق، وذلك لتوسيع الطريق أما البوابة الشمالية الشرقية، باب الثجرة فلم يبق منها إلا كومة ترابية تدل على موقع البوابة الأصلي.

## المواقع الاثرية

قلعة رداع التاريخية عام 1926

وتنتشر في رداع العديد من المواقع الأثرية والتاريخية مثل: المدارس الإسلامية، وقلعة رداع، وغيرها من الآثار.
- مدرسة العامرية: تعد من أهم المدارس اليمنية وهي أية في الفن الإسلامي ومن روائع منشآت الدولة الطاهرية، شيدها الملك الظافر صلاح الدين «عامر بن عبد الوهاب بن داود بن طاهر» في ربيع الأول عام (910 هجرية) ـ أيلول سنة (1504 ميلادية) وذلك حسبما دون في الأشرطة الكتابية، وهو الملك الرابع لعائلة بني طاهر التي خلفت الرسوليين في اليمن، وذلك في السنين الأولى من (القرن السادس عشر الميلادي)، حكم «عامر بن عبد الوهاب» حتى وفاته سنة (923 هجرية ـ 1517 ميلادية)، وذلك خلفاً لوالده الملك المنصور «عبد الوهاب بن داوود بن طاهر» عند وفاته سنة (894 هجرية 1489 ميلادية) وقام الهولنديين بترميم وصيانة المبني.
- مسجد ومدرسة البعدانية: لم يبق منها إلا جزء من إحدى الجدران الأصلية وهي أقدم مدرسة معروفة في رداع فقد بنيت في عهد دولة بني رسول، ونقلت كتابة أمر بناء هذه المدرسة إلى المدرسة العامرية ووضعت فوق بابها الجنوبي، أن هذه الكتابة منقوشة على الخشب وتعطي اسم المؤسس وتاريخ البناء «جمال الدين محمد بن عيسى البعداني» الذي أمر ببناء هذه المدرسة في شهر رجب سنة (899 هجرية - أيار 1494 ميلادية).
- مسجد ومدرسة البغدادية: هي من أقدم المساجد والمدارس الإسلامية وترجع إلى عهد الدولة الطاهرية ويقال بأن زوجة الملك «عامر بن عبد الوهاب» هي التي قامت ببناء المسجد والمدرسة وسميت بالبغدادية نسبة إليها وهي عاصرت المدرسة العامرية واحتوت على نفس طريقة البناء والتزين بالشرائف والزخارف الجصية الداخلية.
- مسجد العوسجة: يرجع بناء هذا المسجد إلى (القرن الحادي عشر الهجري) كما قام بتوسيعه من الجهة الغربية الإمام المهدي «محمد بن أحمد» ويحوي على أهم المخطوطات التاريخية الهامة.
- مسجد إدريس: يقع شمال المدينة له شكل مربع وكانت تغطيه قبة ذات أهمية كبيرة، لم يبق من زخارفها الجصية الثمينة إلا بعض القطع في الجزء الشمالي الغربي من المصلى، وفيما بعد لصق به قبر من الجهة الشرقية.
- قلعة رداع: تم بناء وتشيد هذه القلعة التاريخية ذات الشهرة العسكرية سابقاً كحاية للمدينة ويقال بأنه تم تشيدها في عهد الملك «شمر يهرعش» وتم تجديدها في عهد «عامر بن عبد الوهاب»، وتعتبر من أشهر المواقع الأثرية والتاريخية في اليمن والتي ما تزال جيدة وستضل شامخة شموخ الجبال.
- مدينة ريام: ريام اسم تعدد في مواضع عديدة وكلمة ريام تعني الأماكن العالية ـ مثل جبل ريام في مديرية أرحب إلى الشمال من العاصمة صنعاء، الذي تقع في أعلى قمته مدينة ريام التاريخية القديمة ـ هذه المدينة التاريخية كانت تتبع الدول التاريخية القديمة في اليمن وقد اختاروا هذا الموقع نظراً لأهميته الإستراتيجية فقد تم بناء مدينة ريام التاريخية على ظهر جبل ريام وهو أكبر جبل في منطقة رداع، كما أن هذا الجبل يقع في وسط منطقة خصبة زراعية، قد بنو عليه قلعة واتخذوها موقع عسكري يحمي المدينة وتوجد أطلال باقية إضافة إلى نقوش مسندية قديمة لا زالت حتى الآن موجودة على الأحجار ولكن بعض الأحجار تم نقلها إلى بناء منازل الأهالي الحديثة وأيضاً يوجد أثار السد القديم الذي يرجع تاريخه إلى عصر الدولة القتبانية.
- موكل صباح: يقول الهمداني في كتابه الموسوعي «الإكليل الجزء الثامن» عن موكل هي بلد تقع على جبل أسود، قصر أسود وما يصله من يمناه مصنعة فيها قصور، وفي موكل يوجد العديد من الآثار القديمة والآكام الملبقة بالأحجار المنحوتة والمباني القائمة، وكريف ماء منحوت في الصخر يعود إلى العصر السبئي، وهناك بقايا سور ضخم كان يحيط بالمدينة وكذلك خرائب عديدة حول القرية وأحجار بلق منحوتة ومزخرفة كما كانت موكل مركزاً لنشاط الدولة الطاهرية التي حكمت اليمن في الفترة (1453 - 1538 ميلادية)، وفيها كانت الواقعـة بين «المطهر بن شرف الدين» وبين السيد «يحي السراجي» وذلك في (القرن العاشر الهجري).
- ويقع حصن قرن الأسد وعلى رأسه مبني يعود لعامر ابن عبد الوهاب